# 乐句
乐句（英語：phrase），是旋律的组成部分，长短不一，由几个小节组成，基本分为：
- 方整性乐句，由偶数小节组成，最常见的是四个小节组成的乐句；
- 非方整性乐句，由奇数小节组成。

乐句可以从任何一个和弦开始，结束于任何一个和弦，表现一个乐曲的特定气氛，有自己的特性，但构思并不完整，所以单独的乐句并通常不能构成独立的乐曲。数个乐句组成乐段。
若把一个方整乐句进行分解，一般可分解成两个乐节。